# Blakk Totem
I Blakk Totem sono una band metal svedese fondata nel 1993 da Hasse Hal Patino, ex bassista dei King Diamond.

## Storia del gruppo
I Blakk Totem nascono nel 1993 da un'idea di Hasse Hal Patino che coinvolge nel progetto anche Pete Blakk, Jaime Salazar e Sven Cirnski. Si scioglieranno nel 1997 dopo aver registrato la cover di "Calling Dr. Love" per l'album "Kissin' Time: A tribute to Kiss", "Battery" dei Metallica per l'album "Metal Militia: A tribute to Metallica" e aver prodotto un solo EP nel 1995 e l'album The Secret Place nel 1996, ristampato con l'aggiunta di alcune bonus track nel 2009.
Successivamente Hasse Hal Patino e Pete Blakk suoneranno nei Disaster Peace.

## Formazione
- Pete Blakk – voce, chitarra
- Sven Cirnski – chitarra
- Hasse Hal Patino – basso
- Jaime Salazar – batteria

## Discografia
- Blakk Totem (1995)
- The Secret Place (1996)

## Partecipazioni a compilation
- Kissin' Time: A Tribute To Kiss (1996)
- Metal Militia: A Tribute To Metallica II (1996)